# Художественная инициатива
Худо́жественная инициати́ва — проект, которым руководят художники, презентующие свои проекты и проекты других художников.
Она может быть сходной с традиционным галерейным пространством по функции, но может использовать и другой подход, ограниченный только пониманием «инициативы» самими художниками. Художественная инициатива — это объединенное обозначение для различной художественной деятельности.
Важная историческая роль художественных инициатив может быть признана за различными международными проектами. Одноразовую выставку Демиана Херста Frieze в здании бывшего склада в Лондоне в 1990 м году также можно обозначить как художественную инициативу, получившую своё продолжение в качестве известной одноименной ярмарки современного искусства. Художественные инициативы использовали необычные для выставок места, когда традиционные пространства оказывались слишком дорогими или недоступными по другим параметрам.
Художественные инициативы играют определенную роль в общении художников между собой и с публикой, включая некоммерческие выставки, презентации, дискуссии.